# کوکویل (وایومینگ)
کوکویل(به انگلیسی: Cokeville) شهری در ایالت وایومینگ کشور ایالات متحده آمریکا است که جمعیت آن در سرشماری سال ۲۰۱۰ میلادی، ۵۳۵ نفر بوده‌است.

## موقعیت جغرافیایی
موقعیت جغرافیایی شهرها و مناطق اطراف به شرح زیر است: